# Geo-Erlebnispfad Oberjosbach
Der Geo-Erlebnispfad Oberjosbach – kurz: Geo-Pfad – ist ein fünf Kilometer langer Rundwanderweg im Naturpark Rhein-Taunus nördlich von Oberjosbach, einem Ortsteil von Niedernhausen im hessischen Rheingau-Taunus-Kreis.

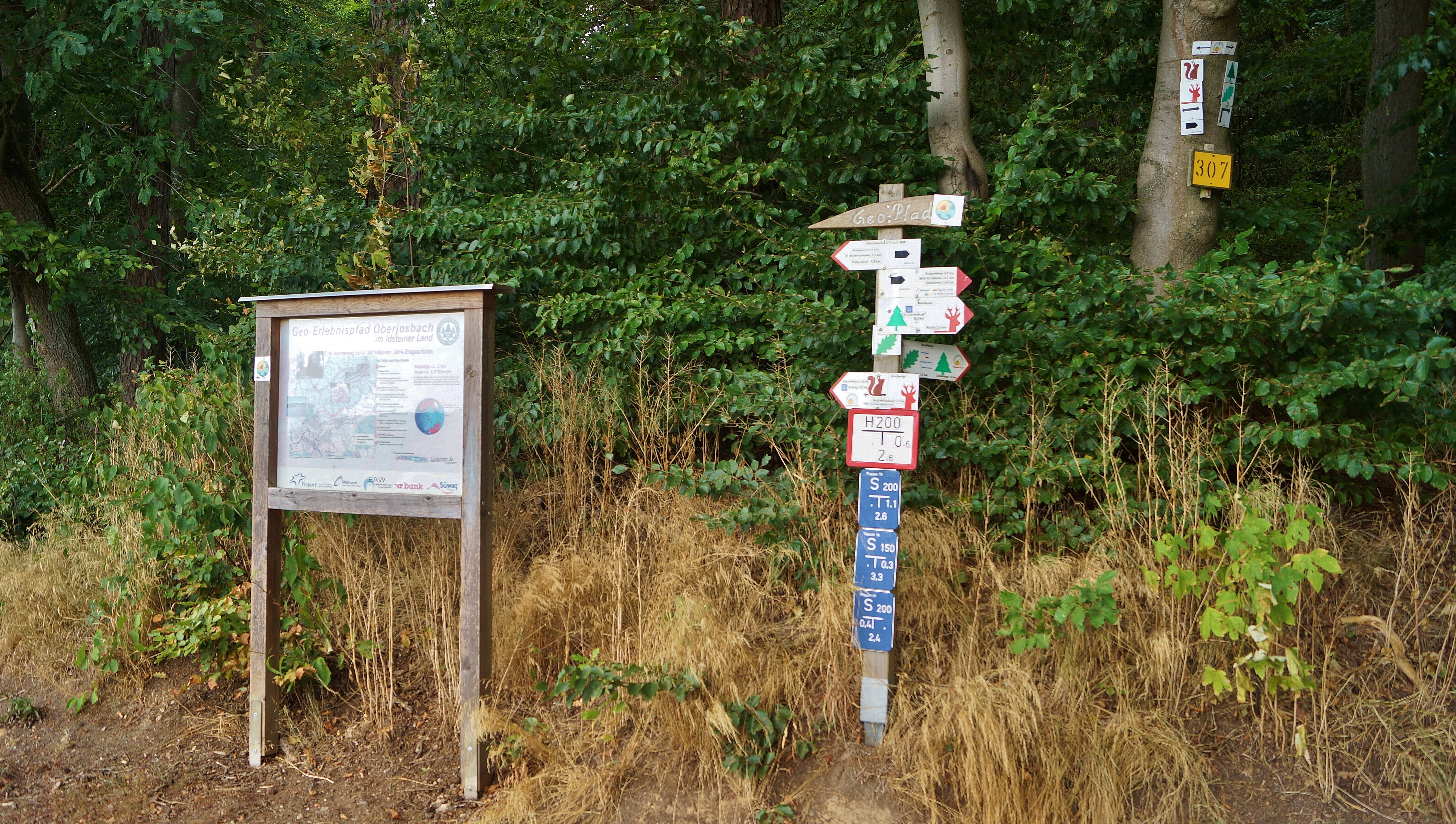
Übersichtstafel am Startpunkt

Ausgangspunkt ist eine Übersichtstafel (Bild links) am nördlichen Waldrand des Ortes, von wo man der Markierung «Geo–Pfad» folgt, unterwegs ist der Weg mit Holzpfosten (Aufschrift «Geo Pfad») markiert; inzwischen wurde er durch ein Markierungszeichen ergänzt.

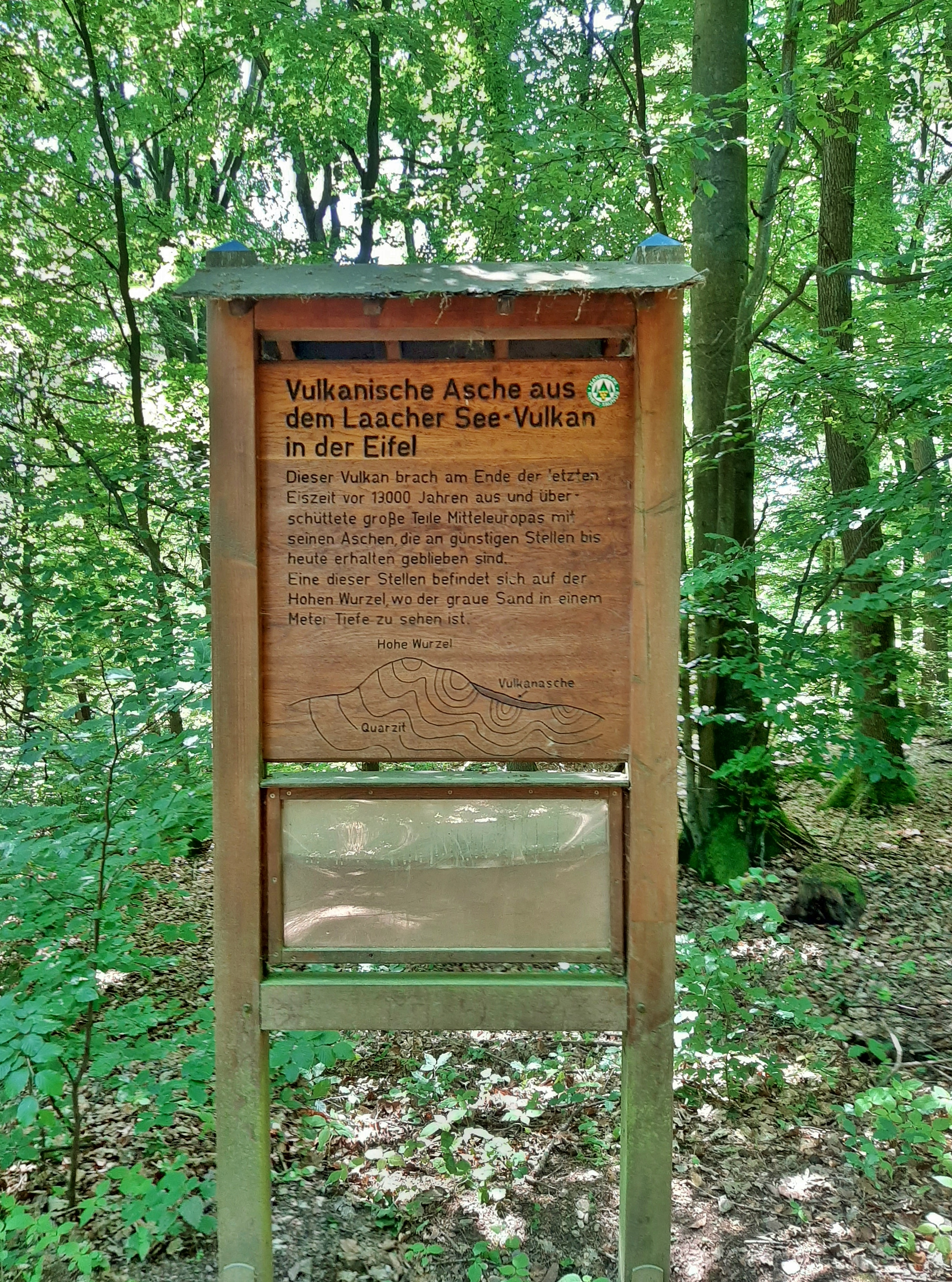
Tafel «Vulkanasche»

Dreizehn Tafeln (Beispiel Bild links) informieren über 460 Millionen Jahre Erdgeschichte und der Weg führt über den Hohlen Stein, von wo man inzwischen einen Ausblick in die Idsteiner Senke hat. Je nachdem, wie lange man sich an den einzelnen Stationen aufhält, braucht man 1 1⁄2 – 2 1⁄2 Stunden.
Zum Großteil verläuft der Weg auf gleicher Trasse mit dem Bembel-Weg, teilweise auch mit anderen Rundwanderwegen des Naturparks (z. B. Rehbock & Fuchs).

## Nachweise
1. ↑  Geo-Erlebnispfad Oberjosbach bei «Waymarked Trails».
2. ↑  Übersicht der Tafeln (Seite nicht mehr abrufbar, festgestellt im März 2025. Suche in Webarchiven)  Info: Der Link wurde automatisch als defekt markiert. Bitte prüfe den Link gemäß Anleitung und entferne dann diesen Hinweis. von der «Gemeinde Niedernhausen». (Auf der Start-Tafel sind derzeit nur zehn Positionen dargestellt.)